# Гредіна
Гредіна (рум. Grădina) — село у повіті Констанца в Румунії. Адміністративний центр комуни Гредіна.
Село розташоване на відстані 185 км на схід від Бухареста, 45 км на північ від Констанци, 102 км на південь від Галаца.

## Населення
За даними перепису населення 2002 року у селі проживали 843 особи.
Національний склад населення села:
| Національність | Кількість осіб | Відсоток |
| -------------- | -------------- | -------- |
| румуни         | 792            | 94,0%    |
| татари         | 48             | 5,7%     |

Рідною мовою назвали:
| Мова      | Кількість осіб | Відсоток |
| --------- | -------------- | -------- |
| румунська | 791            | 93,8%    |
| татарська | 48             | 5,7%     |